# Monomma stenotarsoide
Monomma stenotarsoide is een keversoort uit de familie somberkevers (Zopheridae). De wetenschappelijke naam van de soort werd in 1881 gepubliceerd door César Marie Félix Ancey.